# Oleksandr Karavajev
Oleksandr Oleksandrovytj Karavajev (ukrainska: Олександр Олександрович Караваєв), född 2 juni 1992 i Cherson i Ukraina), är en ukrainsk fotbollsspelare (högermittfältare) som för närvarande spelar för Dynamo Kiev.

## Fotnoter
1. ↑  På ryska: Алекса́ндр Алекса́ндрович Карава́ев, Aleksandr Aleksandrovitj Karavajev (används i Krim, FR Donetsk (de facto) och FR Lugansk (de facto)).